# Linz (Schiff, 1943)
Die Linz war ein 1939/40 gebautes, aber nicht fertiggestelltes deutsches Kühlschiff, das im Zweiten Weltkrieg von der Kriegsmarine zum Minenschiff umgebaut und als solches eingesetzt wurde.

## Bau und Technische Daten
Das Schiff wurde 1939 bei der Danziger Werft für den Norddeutschen Lloyd auf Kiel gelegt und lief 1940 vom Stapel. Es wurde von der Kriegsmarine requiriert und zur Odense Staalskibsværft in Odense (Dänemark) gebracht, um dort als Minenschiff fertiggebaut zu werden. Die Arbeiten zogen sich sehr lange hin. Dort wurden seine Maschine und die elektrischen Anlagen am 27. Juli 1943 von dänischen Widerstandskämpfern durch Sabotage erheblich beschädigt. Zwar wurde die Linz dennoch am 3. August 1943 in Dienst gestellt, aber es dauerte noch bis 1944, ehe sie einsatzbereit war.
Das Schiff war 98,5 m lang und 13,9 m breit, hatte 6,85 m Tiefgang und war mit 3374 BRT vermessen. Ein 6-Zylinder-Dieselmotor von MAN mit 4800 PS und eine Schraube verliehen der Linz eine Höchstgeschwindigkeit von 16 Knoten. Die Bunkerkapazität betrug 199 Tonnen Dieselkraftstoff, die Reichweite 5760 Seemeilen bei 15 Knoten Marschgeschwindigkeit. Die Bewaffnung bestand aus zwei 10,5-cm-Geschützen L/45 C/32, zwei 3,7-cm-Flak L/69 M/42, vier 20-mm-Flak-Vierlingen L/65 C/38 und vier 20-mm-Flak L/65 C/38. Das Schiff konnte 360 Minen aufnehmen. Die Besatzung zählte 212 Mann.

## Mineneinsätze
Das erste Minenlegeunternehmen der Linz fand in der Nacht vom 12. zum 13. Februar 1944, als sie mit den Minenschiffen Brummer und Roland und den Zerstörern Erich Steinbrinck, Z 28 und Z 39 im westlichen Skagerrak die Minensperre „Dorothea A“ zur Verstärkung der nördlichen Westwall-Sperre auswarf. In der Nacht vom 15. zum 16. Februar legten die Linz und die Brummer dann mit den Zerstörern Erich Steinbrinck und Hans Lody die Sperre „Dorothea B“. Vom 4. bis 6. März legten die Linz, die Brummer, die Roland und die Minensuchboote M 462, M 406, M 301 und M 426 die Minensperre „Großgörschen“ im Skagerrak.
Danach wurde die Linz in die Ostsee verlegt, wo sie bei der Auslegung der deutsch-finnischen Minensperren im Finnischen Meerbusen eingesetzt wurde. Zwischen dem 13. März und dem 20. Mai erneuerten die Linz, die Roland und die Brummer in acht Unternehmungen und die 6. Zerstörerflottille in sechs Unternehmungen die „Seeigel“-Sperren; dabei sank die Roland am 21. April, nachdem sie auf eine Mine der eigenen Sperre gelaufen war. Am 20. und 21. September legten die Brummer, die Linz und eine Anzahl kleiner Kriegsschiffe zwei „Nilhorn“-Serren im Finnischen Meerbusen. Vom 4. bis zum 6. Oktober legten die Linz und die Brummer, wiederum zusammen mit einer Anzahl kleiner Kriegsschiffe, die Sperre „Krokodil Süd“ am Südeingang des Moon-Sunds. In drei Unternehmung zwischen dem 24. November und dem 5. Dezember legten die Linz und die Brummer zusammen mit drei Minensuchbooten die Minensperre „Nordlicht“, um die Irbenstraße vom Rigaischen Meerbusen in die Ostsee zu sperren.
Die Linz ging dann wieder ins Skagerrak. Dort legte sie am 13./14. Januar 1945 mit dem Leichten Kreuzer Nürnberg, den Zerstörern Friedrich Ihn und Theodor Riedel, den Torpedobooten T 19 und T 20 und den Minenräumbooten der 8. Räumbootflottille die Minensperre „Titus I“ aus. In den beiden Nächten vom 15. zum 17. Februar war die Linz von Kopenhagen aus mit den Minenschiffen Lothringen und Ostmark, dem Zerstörer Friedrich Ihn und den Torpedobooten T 17 und T 20 an zwei vergeblichen Versuchen beteiligt, die Minensperre „Titus II“ im Skagerrak zu legen. Von Kristiansand aus legten die drei Minenschiffe, im Verband mit dem Zerstörer Karl Galster und den Torpedobooten T 17 und T 20, in der Nacht vom 8. zum 9. März schließlich doch noch die Sperre „Titus II“. Am 17./18. März legten die Ostmark, die Lothringen und die Linz, gesichert von dem Zerstörer Karl Galster und den Torpedobooten T 17, T 19 und T 20, die Minensperre „Augustus“ im westlichen Skagerrak. Dabei erlitt die Lothringen einen Ruderversager, und das Schiff kreuzte über die gerade von der Ostmark geworfene Minenreihe. Eine noch nicht in die Tiefe gegangene Mine schrammte an der Bordwand der Lothringen entlang und detonierte dann etwa 100 m hinter der Lothringen, ohne aber Schaden anzurichten.
Danach wurde das Schiff bis Kriegsende zur Evakuierung von Flüchtlingen (Unternehmen Hannibal) aus den Ostgebieten des Reichs nach Westen eingesetzt.

## Nachkriegsjahre
Nach Kriegsende wurde die Linz britische Kriegsbeute. Sie wurde dem Ministry of War Transport zugewiesen, zum Truppentransporter umgebaut und mit dem neuen Namen Empire Wansbeck unter das Management der Wilson Line gestellt. Bis 1961 verkehrte sie dann auf der Strecke von Harwich nach Hoek van Holland, um Personal der British Army of the Rhine (BAOR) und der RAF Germany (RAFG) von und nach dem europäischen Kontinent zu bringen.
Dieser Dienst wurde 1961 eingestellt, und 1962 wurde das Schiff an die griechische Reederei Kavounides Bros. in Piräus verkauft, in Esperos umbenannt und zum Passagierschiff umgebaut. Sie verkehrte zwischen den griechischen Inseln. Das Schiff wurde im März 1980 außer Dienst gestellt und 1981 in Spanien abgewrackt.